# Toto Cutugno

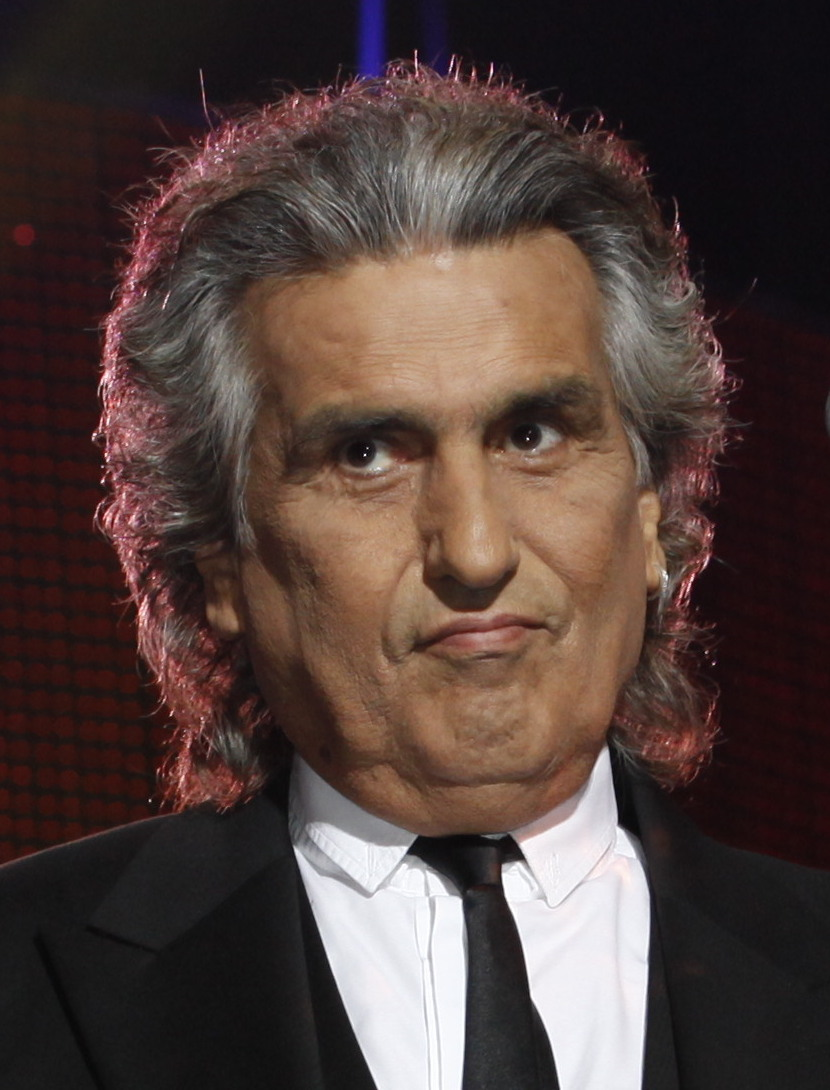
Toto Cutugno (2012)

Salvatore „Toto“ Cutugno (* 7. Juli 1943 in Fosdinovo; † 22. August 2023 in Mailand) war ein italienischer Sänger, Songschreiber und Fernsehmoderator. 1980 siegte er beim Sanremo-Festival mit Solo noi. Zu seinen bekanntesten Stücken gehören L’italiano aus dem Jahr 1983 und Insieme: 1992, mit dem er 1990 für Italien den Eurovision Song Contest gewann. Mit über 100 Millionen verkauften Tonträgern gehört er zu den erfolgreichsten italienischen Sängern. Außerdem schrieb er für italienische und internationale Interpreten zahlreiche Lieder.

## Leben und Karriere
Cutugno wurde 1943 in der Toskana geboren, sein Vater war sizilianischer Abstammung. Er wuchs in La Spezia auf und spielte schon in jungen Jahren Schlagzeug in diversen italienischen Beat-Gruppen wie Nostradamus, Cocci di Vaso oder Accanimenti Terapeutici, bis er festes Mitglied der Band Ghigo e i Goghi wurde. Diese löste sich jedoch schon 1969 wieder auf und er gründete dann die kurzlebige Band Toto e i Tati, mit der er 1970 erfolglos erstmals am Wettbewerb Un disco per l’estate teilnahm. Wenig später gründete er eine neue Gruppe, Albatros, in der er auch als Sänger tätig war.
Mit dem von Cutugno geschriebenen Lied Africa gelang Albatros 1975 ein kleinerer Hit, der besonders in der französischen Version von Joe Dassin als L’été indien ein Erfolg wurde. Dieser veröffentlichte auch eine deutsche Fassung des Liedes unter dem Titel Septemberwind. Daraufhin landeten verschiedene französische Künstler wie Gérard Lenorman (Voici les clés), Dalida (Monday Tuesday … Laissez-moi danser), Johnny Hallyday (Derrière l’amour) oder Hervé Vilard (Reviens) Hitparadenerfolge mit französischen Versionen von im Original italienischen Cutugno-Kompositionen. Für Michel Sardou schrieb Cutugno den Hit En chantant. Weitere Originalkompositionen stellte er in Frankreich für Mireille Mathieu und Claude François bereit.
Mit Volo AZ504 konnte Albatros 1976 beim Sanremo-Festival auf dem dritten Platz landen. Im Jahr darauf kehrte die Gruppe zum Festival zurück, hatte mit Gran Premio jedoch nur mäßigen Erfolg. 1978 löste sich Albatros auf und Cutugno begann seine Solokarriere. Die Single Donna donna mia von 1978 wurde durch Verwendung als Titelmelodie der Quizshow Scommettiamo? von Mike Bongiorno bekannt, sein Debütalbum Voglio l’anima legte Cutugno 1979 nach.
Im selben Jahr gelang Adriano Celentano mit dem von Cutugno mitgeschriebenen Lied Soli ein Nummer-eins-Hit. Der Durchbruch gelang Cutugno mit dem Lied Solo noi, mit dem er 1980 beim Sanremo-Festival gewann. Im selben Jahr nahm er auch mit Francesca non lo sa am World Popular Song Festival in Tokio teil, schrieb für Miguel Bosé das Festivalbar-Siegerlied Olympic Games und setzte seine Zusammenarbeiten mit Adriano Celentano und Mike Bongiorno fort.
Cutugnos zweites Album La mia musica erschien 1981. Im Lauf der 1980er-Jahre nahm der Sänger weitere sechsmal selbst am Sanremo-Festival teil (1983 mit L’italiano, 1984 mit Serenata, 1986 mit Azzurra malinconia, 1987 mit Figli, 1988 mit Emozioni und 1989 mit Le mamme), ohne jedoch noch einmal zu gewinnen, und steuerte Beiträge für andere Teilnehmer bei, so für Luis Miguel, Fausto Leali, Peppino di Capri, Ricchi e Poveri und Franco Califano. 1987 waren vier Lieder von Cutugno im Wettbewerb, darunter sein selbst gesungenes Figli; im selben Jahr trat er in der Unterhaltungssendung Domenica in erstmals als Fernsehmoderator in Erscheinung.
1990 erreichte er bei seiner zehnten Teilnahme am Sanremo-Festival mit Gli amori zum fünften Mal den zweiten Platz, hinter der Gruppe Pooh. Nachdem diese die ihnen angebotene Teilnahme am Eurovision Song Contest 1990 abgelehnt hatte, rückte Cutugno als italienischer Kandidat nach. Mit dem selbstgeschriebenen Lied Insieme: 1992 gelang ihm in Zagreb der zweite italienische ESC-Sieg nach Gigliola Cinquettis Non ho l’età (1964). Das Lied entstand unter dem Eindruck des Vertrags von Maastricht, mit dem im Februar 1992 die Gründung der Europäischen Union beschlossen wurde. Der 1991 in Rom ausgetragene Wettbewerb wurde daraufhin von Cutugno und Cinquetti moderiert.
Ab den 1990er-Jahren wurde es ruhiger um Cutugno. Er war weiter als Fernsehmoderator tätig, kehrte 1995 und 1997 nach Sanremo zurück, ohne nennenswerte Erfolge zu erzielen, und veröffentlichte einige neue Alben. 2005 gelang dem Sänger im Duett mit Annalisa Minetti ein weiterer zweiter Platz in Sanremo. Zwischen 2006 und 2007 tourte er durch Osteuropa; 2008 und 2010 folgten weitere Teilnahmen am Sanremo-Festival. 
2007 wurde bei ihm Prostatakrebs diagnostiziert. Er starb im August 2023 nach langer Krankheit im Alter von 80 Jahren in Mailand. Die Beisetzung fand am 24. August 2023 in der Mailänder Basilica dei Santi Nereo e Achilleo statt.

## Diskografie

### Studioalben
| Jahr | Titel Musiklabel               | Höchstplatzierung, Gesamtwochen, AuszeichnungChartplatzierungen (Jahr, Titel, Musiklabel, Platzierungen, Wochen, Auszeichnungen, Anmerkungen) | Höchstplatzierung, Gesamtwochen, AuszeichnungChartplatzierungen (Jahr, Titel, Musiklabel, Platzierungen, Wochen, Auszeichnungen, Anmerkungen) | Höchstplatzierung, Gesamtwochen, AuszeichnungChartplatzierungen (Jahr, Titel, Musiklabel, Platzierungen, Wochen, Auszeichnungen, Anmerkungen) | Höchstplatzierung, Gesamtwochen, AuszeichnungChartplatzierungen (Jahr, Titel, Musiklabel, Platzierungen, Wochen, Auszeichnungen, Anmerkungen) | Anmerkungen                        |
| Jahr | Titel Musiklabel               | IT | DE | AT | CH | Anmerkungen                        |
| ---- | ------------------------------ | --- | --- | --- | --- | ---------------------------------- |
| 1983 | L’italiano Carosello           | — | DE36 (9 Wo.)DE | — | CH16 (2 Wo.)CH | in der Schweiz erst 2023 platziert |
| 2008 | Un falco chiuso in gabbia Edel | IT70 (3 Wo.)IT | — | — | — | Erstveröffentlichung: 16. Mai 2008 |

Weitere Studioalben
- 1980: Voglio l’anima (Carosello)
- 1981: Innamorata, innamorato, innamorati (Carosello)
- 1982: La mia musica (Carosello)
- 1985: Per amore o per gioco (Baby Records)
- 1986: Azzurra malinconia (EMI)
- 1987: Mediterraneo (EMI)
- 1990: Toto Cutugno
- 1991: Non è facile essere uomini
- 1992: Insieme
- 1994: Se mi ami (Mediterraneo)
- 1995: Voglio andare a vivere in campagna
- 1997: Canzoni nascoste
- 2000: Star profile
- 2002: Il treno va…
- 2005: Come noi nessuno al mondo
- 2006: Cantando

### Kompilationen
| Jahr | Titel Musiklabel        | Höchstplatzierung, Gesamtwochen, AuszeichnungChartplatzierungen (Jahr, Titel, Musiklabel, Platzierungen, Wochen, Auszeichnungen, Anmerkungen) | Höchstplatzierung, Gesamtwochen, AuszeichnungChartplatzierungen (Jahr, Titel, Musiklabel, Platzierungen, Wochen, Auszeichnungen, Anmerkungen) | Höchstplatzierung, Gesamtwochen, AuszeichnungChartplatzierungen (Jahr, Titel, Musiklabel, Platzierungen, Wochen, Auszeichnungen, Anmerkungen) | Höchstplatzierung, Gesamtwochen, AuszeichnungChartplatzierungen (Jahr, Titel, Musiklabel, Platzierungen, Wochen, Auszeichnungen, Anmerkungen) | Anmerkungen        |
| Jahr | Titel Musiklabel        | IT | DE | AT | CH | Anmerkungen        |
| ---- | ----------------------- | --- | --- | --- | --- | ------------------ |
| 1990 | Insieme: 1992 EMI       | — | DE52 (6 Wo.)DE | AT14 (7 Wo.)AT | CH9 Gold · (9 Wo.)CH | Verkäufe: + 25.000 |
| 2010 | 15 – I miei Sanremo EMI | IT65 (1 Wo.)IT | — | — | — |                    |
| 2023 | The Best Of EMI         | — | — | — | CH36 (2 Wo.)CH |                    |

Weitere Kompilationen
- 1989: Solo noi
- 1990: The Very Best Of
- 1996: Best
- 2002: L’italiano – The Very Best of Toto Cutugno
- 2005: Greatest Hits
- 2005: Il mondo di Toto Cutugno
- 2010: Ritratto

### Singles (Auswahl)
| Jahr | Titel Album                                                          | Höchstplatzierung, Gesamtwochen, AuszeichnungChartplatzierungen (Jahr, Titel, Album, Platzierungen, Wochen, Auszeichnungen, Anmerkungen) | Höchstplatzierung, Gesamtwochen, AuszeichnungChartplatzierungen (Jahr, Titel, Album, Platzierungen, Wochen, Auszeichnungen, Anmerkungen) | Höchstplatzierung, Gesamtwochen, AuszeichnungChartplatzierungen (Jahr, Titel, Album, Platzierungen, Wochen, Auszeichnungen, Anmerkungen) | Höchstplatzierung, Gesamtwochen, AuszeichnungChartplatzierungen (Jahr, Titel, Album, Platzierungen, Wochen, Auszeichnungen, Anmerkungen) | Anmerkungen                                        |
| Jahr | Titel Album                                                          | IT | DE | AT | CH | Anmerkungen                                        |
| ---- | -------------------------------------------------------------------- | --- | --- | --- | --- | -------------------------------------------------- |
| 1978 | Donna donna mia Voglio l’anima                                       | IT19 (8 Wo.)IT | — | — | — | Carosello                                          |
| 1980 | Solo noi Voglio l’anima                                              | IT2 (19 Wo.)IT | — | — | CH2 (10 Wo.)CH | Carosello Siegerbeitrag zum Sanremo-Festival 1980  |
| 1980 | Innamorati Innamorata, innamorato, innamorati                        | IT14 (8 Wo.)IT | — | — | CH6 (9 Wo.)CH | Carosello                                          |
| 1980 | Flash Innamorata, innamorato, innamorati                             | IT18 (8 Wo.)IT | — | — | CH6 (10 Wo.)CH | Carosello                                          |
| 1981 | La mia musica                                                        | IT24 (1 Wo.)IT | — | — | — | Carosello                                          |
| 1983 | L’italiano –                                                         | IT2 Gold (2023) · (17 Wo.)IT | DE23 (15 Wo.)DE | — | CH1 (11 Wo.)CH | Erstveröffentlichung: März 1983 Carosello          |
| 1983 | Un’estate con te –                                                   | — | — | AT10 (12 Wo.)AT | — | Carosello                                          |
| 1984 | Serenata –                                                           | IT5 (13 Wo.)IT | DE31 (11 Wo.)DE | — | CH12 (7 Wo.)CH | Baby                                               |
| 1985 | Mi piacerebbe... (andare al mare... al lunedì) Per amore o per gioco | IT16 (5 Wo.)IT | — | — | — | EMI                                                |
| 1986 | Azzurra malinconia                                                   | IT19 (4 Wo.)IT | — | — | — | EMI                                                |
| 1987 | Figli Mediterraneo                                                   | IT5 (10 Wo.)IT | — | — | CH20 (5 Wo.)CH | EMI                                                |
| 1987 | Una domenica italiana –                                              | IT11 (8 Wo.)IT | — | — | — | EMI                                                |
| 1988 | Emozioni –                                                           | IT7 (7 Wo.)IT | — | — | — | EMI                                                |
| 1989 | Le mamme –                                                           | IT25 (1 Wo.)IT | — | — | — | EMI                                                |
| 1990 | Gli amori Toto Cutugno                                               | IT9 (8 Wo.)IT | — | — | — | EMI                                                |
| 1990 | Insieme: 1992 –                                                      | IT14 (15 Wo.)IT | DE13 (20 Wo.)DE | AT3 (17 Wo.)AT | CH2 (17 Wo.)CH | EMI Siegerbeitrag zum Eurovision Song Contest 1990 |

## Auszeichnungen für Musikverkäufe
| Silberne Schallplatte - Frankreich - 1990: für die Single Insieme: 1992 |

Anmerkung: Auszeichnungen in Ländern aus den Charttabellen bzw. Chartboxen sind in ebendiesen zu finden.
| Land/RegionAuszeichnungen für Musikverkäufe (Land/Region, Auszeichnungen, Verkäufe, Quellen) | Silber  | Gold     | Platin | Verkäufe | Quellen      |
| -------------------------------------------------------------------------------------------- | ------- | -------- | ------ | -------- | ------------ |
| Frankreich (SNEP)                                                                            | Silber1 | —        | —      | 125.000  | infodisc.fr  |
| Italien (FIMI)                                                                               | —       | Gold1    | —      | 50.000   | fimi.it      |
| Schweiz (IFPI)                                                                               | —       | Gold1    | —      | 25.000   | hitparade.ch |
| Insgesamt                                                                                    | Silber1 | 2× Gold2 | —      |          |              |

## Belege
1. ↑  Andrian Kreye: Toto Cotugno ist gestorben. In: Sueddeutsche.de. 22. August 2023, abgerufen am 23. August 2023.
2. ↑  Toto Cutugno: Un italiano fiero. In: Biografieonline.it. Abgerufen am 10. Mai 2016 (italienisch).
3. ↑  Christoph Oliver Mayer: Insieme: 1992. In: Songlexikon. Encyclopedia of Songs. 8. Mai 2017, abgerufen am 23. August 2023.
4. ↑  Toto Cutugno ist tot: Mit diesem Lied gewann der Schlagersänger 1990 den ESC. In: Sueddeutsche.de. 23. August 2023, abgerufen am 23. August 2023.
5. ↑  È morto Toto Cutugno, simbolo della melodia italiana all'estero con L'Italiano. ANSA, 22. August 2023, abgerufen am 22. August 2023 (italienisch).
6. ↑  Addio a Toto Cutugno, i funerali a Milano: centinaia di persone per l’ultimo saluto, presenti Morandi e Pupo. In: Fanpage.it. 24. August 2023, abgerufen am 1. September 2023 (italienisch).
7. 1 2  Chartquellen (Alben):
  - Alben von Toto Cutugno. In: Italiancharts.com. Hung Medien, abgerufen am 10. Mai 2016 (IT).
  - Alben von Toto Cutugno. In: Offizielle deutsche Charts. GfK Entertainment, abgerufen am 10. Mai 2016 (DE).
  - Alben von Toto Cutugno. In: Austriancharts.at. Hung Medien, abgerufen am 10. Mai 2016 (AT).
  - Alben von Toto Cutugno. In: Hitparade.ch. Hung Medien, abgerufen am 10. Mai 2016 (CH).
8. ↑  Chartquellen (Singles):
  - M&D-Chartarchiv. Musica e dischi, archiviert vom Original am 18. Mai 2015; abgerufen am 10. Mai 2016 (italienisch, kostenpflichtiger Abonnement-Zugang; IT).
  - Singles von Toto Cutugno. In: Offizielle deutsche Charts. GfK Entertainment, abgerufen am 10. Mai 2016 (DE).
  - Singles von Toto Cutugno. In: Austriancharts.at. Hung Medien, abgerufen am 10. Mai 2016 (AT).
  - Singles von Toto Cutugno. In: Hitparade.ch. Hung Medien, abgerufen am 22. August 2023 (CH).

| Personendaten    | Personendaten                                         |
| ---------------- | ----------------------------------------------------- |
| NAME             | Cutugno, Toto                                         |
| ALTERNATIVNAMEN  | Cutugno, Salvatore (Geburtsname)                      |
| KURZBESCHREIBUNG | italienischer Sänger, Songwriter und Fernsehmoderator |
| GEBURTSDATUM     | 7. Juli 1943                                          |
| GEBURTSORT       | Fosdinovo, Provinz Massa-Carrara                      |
| STERBEDATUM      | 22. August 2023                                       |
| STERBEORT        | Mailand                                               |